# غريغوري فرانشي
غريغوري فرانشي هو سائق سيارة سباق بلجيكي، ولد في 6 أبريل 1982 في Flémalle ‏ في بلجيكا.

## روابط خارجية
- غريغوري فرانشي على موقع DriverDB.com (الإنجليزية)